# Derian Hatcher
Derian John Hatcher (* 4. Juni 1972 in Sterling Heights, Michigan) ist ein ehemaliger US-amerikanischer Eishockeyspieler sowie derzeitiger -trainer und -funktionär, der im Verlauf seiner aktiven Karriere zwischen 1989 und 2008 unter anderem 1178 Spiele für die Minnesota North Stars, Dallas Stars, Detroit Red Wings und Philadelphia Flyers in der National Hockey League auf der Position des Verteidigers bestritten hat. Seinen größten Karriereerfolg feierte Hatcher, der im Jahr 2010 mit der Aufnahme in die United States Hockey Hall of Fame für seine Verdienste um den Eishockeysport in den Vereinigten Staaten bedacht wurde, in Diensten der Dallas Stars mit dem Gewinn des Stanley Cups im Jahr 1999. Darüber hinaus gewann er mit der Nationalmannschaft der Vereinigten Staaten den World Cup of Hockey 1996. Sein älterer Bruder Kevin war ebenfalls in der NHL aktiv.

## Karriere
Derian Hatcher begann seine Karriere 1989 in der kanadischen Juniorenliga Ontario Hockey League bei den North Bay Centennials, wo er die Talentscouts durch seine Fähigkeiten als punktender Verteidiger überzeugte. Im NHL Entry Draft 1990 wurde er von den Minnesota North Stars aus der National Hockey League in der ersten Runde an achter Stelle ausgewählt.
Nach einem weiteren Jahr in der OHL, schloss er sich im Herbst 1991 den North Stars an und gab sein Debüt in der National Hockey League. 1993 zog das Team nach Texas um und nannte sich fortan Dallas Stars. Hatcher blieb dem Team treu und erzielte in der Saison 1993/94 mit 31 Punkten einen persönlichen Rekord, den er noch zwei Mal in seiner Karriere erreichen sollte. Zur Saison 1995/96 wurde Hatcher zum Mannschaftskapitän der Dallas Stars ernannt und 1997 wurde er zum NHL All-Star Game eingeladen. Am erfolgreichsten verlief die Saison 1998/99, als die Dallas Stars ihren ersten Stanley Cup gewannen. Er war damit der erste gebürtige US-Amerikaner, der als Kapitän den Stanley Cup gewann. 2003 wurde Hatcher in das NHL Second All-Star Team gewählt.
Im selben Jahr endete sein Vertrag in Dallas und nach zwölf Jahren für das Franchise – davon acht Jahre als Kapitän – entschied er sich zu den Detroit Red Wings zu wechseln. Dort erhielt er einen 30 Millionen US-Dollar schweren Fünfjahresvertrag. Aufgrund von Verletzungen absolvierte Hatcher in der Saison 2003/04 nur 15 Spiele. Die NHL-Saison 2004/05 musste abgesagt werden, da sich die Liga, die Besitzer der Teams und die Spielergewerkschaft National Hockey League Players’ Association NHLPA nicht über ein neues Collective Bargaining Agreement, eine Art Tarifvertrag, einigen konnten. Hatcher spielte in der Zeit in der unterklassigen United Hockey League für die Motor City Mechanics.
Im Sommer 2005 einigten sich die drei Parteien auf einen neuen Tarifvertrag, der allerdings auch besagte, dass eine Gehaltsobergrenze pro Team von 39 Millionen US-Dollar eingeführt wird. Um nicht gegen die Abmachung zu verstoßen, mussten die Detroit Red Wings Spieler abgeben und bezahlten unter anderem den Vertrag von Derian Hatcher aus. Er unterschrieb im August 2005 einen neuen Vierjahresvertrag bei den Philadelphia Flyers, für den er insgesamt 14 Millionen US-Dollar erhielt. Hatcher wurde im Januar 2006 zum Kapitän der Flyers ernannt, nachdem der eigentliche Kapitän, Keith Primeau, lange Zeit wegen einer Verletzung fehlte. In der Saison 2006/07 war er Assistenzkapitän des Teams, ehe er ein Jahr später seine Karriere im Alter von 36 Jahren beendete.
Während Derian Hatcher in der Juniorenliga OHL noch als offensiver Verteidiger hervorstach und 114 Punkte in 128 Spielen schaffte, wurde er in der NHL bekannt als Verteidiger, der sehr körperbetont spielte und Spezialist für Bodychecks war, wobei ihm seine Körpergröße von 1,96 Meter und sein Gewicht von 107 Kilogramm sehr zur Hilfe kam. 2010 wurde er ebenso wie sein Bruder Kevin in die United States Hockey Hall of Fame aufgenommen.
Nach seinem Karriereende arbeitete Hatcher über viele Jahre im Trainer- und Betreuerstab der Philadelphia Flyers, ehe er im Jahr 2014 das Franchise der Sarnia Sting aus der OHL erwarb. Seit der Saison 2015/16 ist er zudem Cheftrainer der Juniorenmannschaft.

### International
Auf internationaler Ebene vertrat Hatcher die Nationalmannschaft der Vereinigten Staaten bei den Weltmeisterschaften 1993 und 2002, Den Olympischen Winterspielen 1998 im japanischen Nagano und 2006 im italienischen Turin.
Seinen größten internationalen Erfolg feierte er mit dem Gewinn des World Cup of Hockey 1996.

## Erfolge und Auszeichnungen
- 1997 Teilnahme am NHL All-Star Game
- 1999 Stanley-Cup-Gewinn mit den Dallas Stars
- 2003 NHL Second All-Star Team
- 2010 Aufnahme in die United States Hockey Hall of Fame

### International
- 1996 Goldmedaille beim World Cup of Hockey

## Karrierestatistik

### International
Vertrat die USA bei:
| - Weltmeisterschaft 1993 - World Cup of Hockey 1996 - Olympischen Winterspielen 1998 | - Weltmeisterschaft 2002 - Olympischen Winterspielen 2006 |

(Legende zur Spielerstatistik: Sp oder GP = absolvierte Spiele; T oder G = erzielte Tore; V oder A = erzielte Assists; Pkt oder Pts = erzielte Scorerpunkte; SM oder PIM = erhaltene Strafminuten; +/− = Plus/Minus-Bilanz; PP = erzielte Überzahltore; SH = erzielte Unterzahltore; GW = erzielte Siegtore; 1 Play-downs/Relegation; Kursiv: Statistik nicht vollständig)